# Spákona
Spákona (voorspelster) is een term uit de voorchristelijke oernoordse cultuur van Kelten en Germanen en duidt tot in de Middeleeuwen op een gespecialiseerde Völva (priesteres). Deze laatste werd als fjölkunnig (volkundig, kundig in veel) beschouwd, dat wil zeggen, dat zij naast het bezit van nog andere kennis en kunde, zowel seiðr, spá als galdr machtig was. De spákona daarentegen beheerste voornamelijk de spákunst. Dit was het voorspellen van toekomstige gebeurtenissen en de mogelijke afloop van bepaalde beslissingen. Vergeleken bij de Völva was de Spákona dus 'iets minder begaafd', maar deze vrouwen kwamen dan ook meer verspreid voor in de samenleving.
Toen de Romeinen Gallië binnentrokken waren zij vaak verbaasd over de aanwezigheid van deze vrouwen op het slagveld. Meestal besloot een Keltische stam op basis van het advies van een spákona om al dan niet aan te vallen, zoals Julius Caesar verhaalt in De Bello Gallico.
In de Middeleeuwse Sage van Erik de Rode wordt beschreven hoe dergelijke vrouwen eruitzagen en leefden.

## Terminologie en etymologie
Het Oudnoordse spákona (met een Oudengels verwant woord spæwīfe) komt van het ON woord spá dat refereert aan profetie, voortgezet in het Protogermaanse *spah- en de PIE wortel *(s)peḱ, is bijgevolg verwant aan het Latijn speccio ("zie") en Sanskrit spáśati en páśyati ("ziet", etc.).

## Noot
1. ↑  Vatnsdœla saga Hs. 10.
2. ↑  Hellquist 1922:851